# Dickdarm

Der Dickdarm des Menschen mit seinen Abschnitten:
Blinddarm mit Wurmfortsatz
Aufsteigendes Colon
Quercolon
Absteigendes Colon
Colon sigmoideum
Mastdarm

Der Dickdarm (lateinisch Intestinum crassum) ist der letzte Teil des Verdauungstraktes der Wirbeltiere und damit auch des Menschen. Er ist der Teil des Darms, der nach dem Dünndarm beginnt und an der Kloake oder am Anus endet. Seine wesentliche Funktion liegt im Transport und in der Speicherung des Stuhls. Der Dickdarm entzieht dem Stuhl Wasser und dickt ihn dadurch ein. Durch seine Fähigkeit, Natrium-, Kalium- und Chlorid-Ionen aufzunehmen oder auszuscheiden, ist er an der Feinregulation des Elektrolyt-Haushaltes beteiligt. Die Darmflora ist vor allem im Dickdarm zu finden. Erkrankungen des Dickdarms sind beim Menschen häufig: Die akute Appendizitis ist ein gängiges Krankheitsbild der Chirurgie, und Darmkrebs gehört zu den häufigsten Krebsdiagnosen.

## Vergleichende Anatomie des Dickdarms

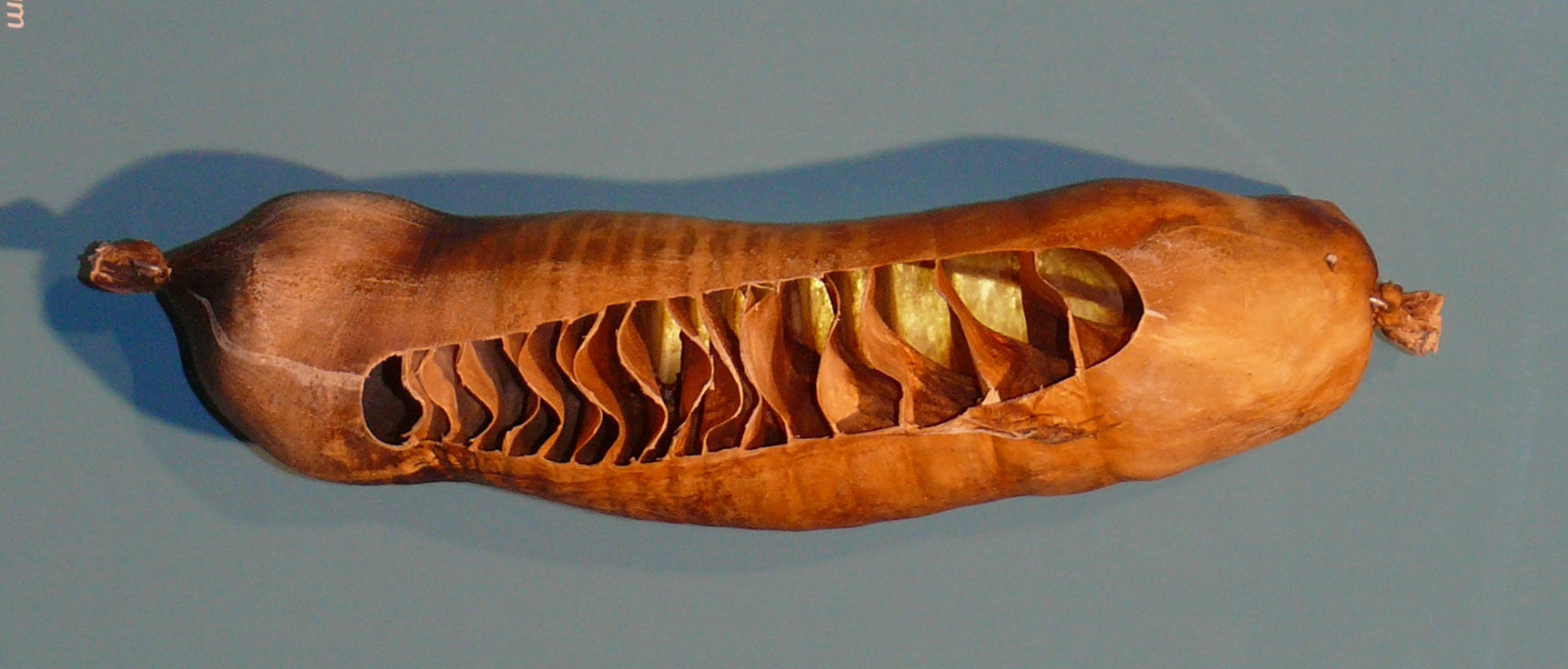
Spiraldarm des Karibik-Ammenhaies (Ginglymostoma cirratum), partiell aufgeschnitten. Zugang vom Magen rechts, Abgang zum Enddarm links im Bild.

Der Dickdarm ist der bei den Wirbeltieren vom Dünndarm differenzierte Teil des Mitteldarms (Intestinum), also des mittleren Abschnitts des Darmes zwischen dem Magen und den Anhangsorganen sowie der Kloake bzw. dem Anus. Im einfachsten Fall bilden beide Mitteldarmabschnitte ein einfaches und gestrecktes Rohr, in dem sowohl die enzymatische Zersetzung wie auch die Resorption der Nährstoffe stattfindet. Diese einfache Form findet sich bei den Schleimaalen, den Neunaugen sowie den Knochenfischen. Bei den Knorpelfischen ist der Mitteldarm durch eine spezifische Faltenbildung zur Vergrößerung der Oberfläche gekennzeichnet, die je nach Taxon mehr oder weniger schraubenförmig verläuft und als Spiraldarm bezeichnet wird.
Amphibien und Reptilien besitzen meist nur einen kurzen, in wenige Schlingen gelegten Dickdarm. Der Blinddarm ist klein oder fehlt ganz. Bei beiden Gruppen endet der Dickdarm in einen kurzen Enddarm und danach in der Kloake. Bei Vögeln unterscheidet man zwei Dickdarmabschnitte: den Blinddarm und den Enddarm. Die Bauunterschiede betreffen vor allem den Blinddarm, der bei Vögeln paarig angelegt ist. So besitzen Hühner- oder Straußenvögel große Blinddärme, während sie bei Tauben sehr klein sind und keine Verdauungsfunktion haben und bei Papageien, vielen Greif- und Sperlingsvögeln ganz fehlen.
Mit Ausnahme der Kloakentiere sind die Säugetiere die einzige Tiergruppe, bei der es zu einer Trennung von Geschlechtsöffnung und Darmaustritt in Form eines Anus gekommen ist. Innerhalb der Säugetiere zeigt der Dickdarm erhebliche Unterschiede im Aufbau. So besitzen Raubtiere einen kleinen Blinddarm, ein einfaches U-förmiges Colon und einen kurzen Mastdarm (Rektum), die allesamt keine Bandstreifen (Tänien) besitzen. Der Darm der Primaten entspricht dem in diesem Artikel ausführlich dargestellten Aufbau beim Menschen. Einige Pflanzenfresser wie Pferde oder herbivore Nagetiere haben dagegen einen sehr großen Blinddarm, der bei ihnen als Gärkammer dient. Am Colon zeigt vor allem der aufsteigende Teil (Colon ascendens) erhebliche Gestaltvariationen, bei Pflanzenfressern ist er stark vergrößert. Die Schlingen des Colon ascendens sind beispielsweise bei Pferden in Form zweier übereinandergelegter, nach hinten offener Hufeisen angeordnet, bei Schweinen bienenkorbartig und bei Wiederkäuern scheibenförmig aufgerollt (Einzelheiten siehe den Artikel zum jeweiligen Dickdarmabschnitt). Die Anzahl der Bandstreifen ist ebenfalls tierartlich verschieden. Elefanten besitzen einen sehr langen Darm von insgesamt etwa 25 Metern Länge, von denen 6 Meter auf den Dickdarm und 4 Meter auf das Rektum entfallen. Bei den Walen sind der Dünndarm und der Dickdarm nur anhand der Epithelzellen zu unterscheiden.

## Anatomie des Dickdarms beim Menschen

### Lage und Struktur
Der Dickdarm liegt größtenteils in der Bauchhöhle, wo er die Dünndarmschlingen umrahmt. Er beginnt bei den meisten Menschen im rechten Unterbauch, wo der Dünndarm seitlich einmündet und die Krummdarm-Blinddarm-Klappe (Ileozäkalklappe, Bauhin-Klappe) bildet. Unterhalb der Einmündung endet der Dickdarm blind, entsprechend wird dieser Abschnitt Blinddarm (Caecum) genannt. An seinem Ende verengt sich der Blinddarm zum Wurmfortsatz (Appendix vermiformis), dessen Lage sehr variabel ist.
Oberhalb der Bauhin-Klappe beginnt der Grimmdarm oder das Colon (auch Kolon genannt, von lateinisch cōlon, von altgriechisch κῶλον kōlon, deutsch ‚Darm, Wurst‘), der bis unter die Leber aufsteigt (Colon ascendens, aufsteigendes Colon), unterhalb der Leber nach links umbiegt (Flexura coli dextra) und quer durch die Bauchhöhle in den linken Oberbauch zieht (Colon transversum, auch Quercolon genannt). Hier biegt er erneut um (Flexura coli sinistra) und steigt in das Becken ab (Colon descendens, absteigender Grimmdarm), wo er anschließend S-förmig nach hinten (dorsal) zum Kreuzbein zieht (Colon sigmoideum). Dort biegt er nach unten (kaudal) um. Dort endet er und geht in den Enddarm über, der in den Mastdarm und den Analkanal unterteilt wird. Für Colon wird die deutsche Bezeichnung „Grimmdarm“ sowohl in der Wissenschaft als auch in der Alltagssprache nur noch selten verwendet.
Die Gesamtlänge des Dickdarms beträgt beim Menschen etwa 1,5 Meter.
Die einzelnen Abschnitte können intraperitoneal, retroperitoneal und extraperitoneal liegen. Damit ist die Lage zum Bauchfell (Peritoneum) gemeint. Ein Organ liegt intraperitoneal, wenn es vollständig von Bauchfell überzogen ist und mit einem breiten Band (Gekröse, Meso) an der Rumpfwand aufgehängt ist, wodurch es relativ frei beweglich ist. Beim Dickdarm gilt das für Blinddarm, Wurmfortsatz, Quercolon und Colon sigmoideum. Retroperitoneal bedeutet, dass das Organ nicht von allen Seiten von Bauchfell überzogen ist, sondern an einer Seite direkt mit der Rumpfwand verwachsen ist. Das gilt für das auf- und absteigende Colon (Colon ascendens und Colon descendens) und das obere Rektum. Ein Organ liegt extraperitoneal, wenn es außerhalb der Bauchhöhle liegt und deswegen nicht vom Peritoneum überzogen ist. Im Falle des Dickdarms trifft das auf das Endstück des Rektums und den Analkanal zu.
Charakteristisch für den Dickdarm ist die Wand des Colons. Sie ist gekennzeichnet durch drei sichtbare Längsmuskelzüge, die Bandstreifen genannt werden, halbmondförmige Einziehungen (Plicae semilunares) und Aussackungen (Poschen oder Haustren) zwischen den Einziehungen (siehe Abschnitt Feinbau).

### Blutversorgung und Lymphabfluss

Versorgungsgebiet von Arteria mesenterica superior (pink) und Arteria mesenterica inferior (blau). Die Blutversorgung des Rektum ist nicht dargestellt.

Die Abschnitte des Dickdarmes werden von den Ästen dreier großer Arterien versorgt. Blinddarm, Wurmfortsatz, aufsteigendes Colon und der größte Teil des Quercolon erhalten Äste der Arteria mesenterica superior, der restliche Teil des Quercolon, das absteigende Colon, das Colon sigmoideum und das obere Rektum solche von der Arteria mesenterica inferior. Das untere Rektum und der Analkanal erhalten Blut aus der Arteria pudenda interna. Der Blutabfluss erfolgt über Venen, die mit den Arterien verlaufen und gleichlautend benannt sind, also über die Vena mesenterica superior, Vena mesenterica inferior und Vena pudenda interna. Die beiden Erstgenannten münden in die Pfortader der Leber, nur die Vena pudenda interna mündet in die Vena iliaca interna, deren Blut in die untere Hohlvene gelangt, ohne die Leber zu passieren.
Da Lymphgefäße in der Regel mit Arterien verlaufen, entsprechen die Lymphabflussgebiete des Dickdarms in etwa den arteriellen Versorgungsgebieten. Die Lymphe aus dem Stromgebiet der Arteria mesenterica superior fließt über die Mesenteriallymphknoten an der Austrittsstelle der Arterie aus der Bauchaorta (Noduli mesenterici superiores) in den Truncus intestinalis, der in die Cisterna chyli mündet. Die Lymphe aus dem Stromgebiet der Arteria mesenterica inferior gelangt entsprechend über die Lymphknoten neben dem Arterienaustritt (Noduli mesenterici inferiores) und über den linken Truncus lumbalis in die Cisterna chyli.

### Innervation
In der Wand des Darms befindet sich ein Netzwerk aus Nervenzellen, das die Bewegungen des Darms koordiniert. Dieses sogenannte enterische Nervensystem arbeitet weitgehend autonom, seine Aktivität wird aber von den beiden Anteilen des vegetativen Nervensystems beeinflusst: der Parasympathikus steigert die Darmaktivität, der Sympathikus setzt sie herab. Ähnlich der arteriellen Versorgung wird der Dickdarm bis kurz vor der linken Colonflexur anders innerviert als der Darm dahinter. Die parasympathischen Fasern für den ersten Abschnitt stammen aus dem Vagusnerv, die für den zweiten Abschnitt entspringen aus dem untersten Teil des Rückenmarks und verlaufen als Nervi splanchnici pelvici. Als Cannon-Böhm-Punkt wird das Gebiet bezeichnet, in dem sich die Innervationsgebiete überlappen.

## Feinbau

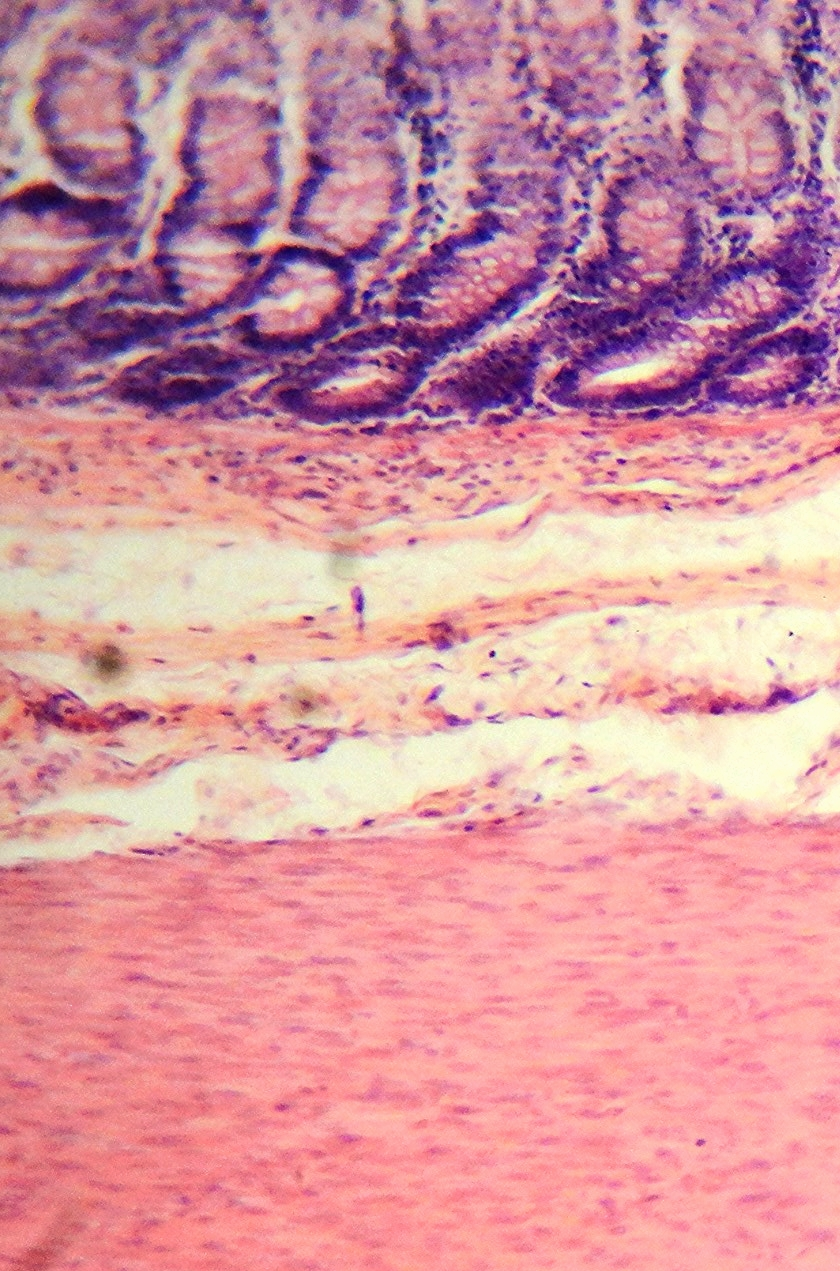
Mikroskopisches Bild der Dickdarmschleimhaut. Oben sind die Krypten angeschnitten.

Der Dickdarm zeigt den typischen Wandaufbau des Magen-Darm-Traktes mit vier Schichten. Die innerste Schicht ist eine Schleimhaut (Tunica mucosa, kurz Mukosa), die ihrerseits aus drei Schichten aufgebaut ist: die Oberfläche ist mit Epithel (Lamina epithelialis) bedeckt, das durch lockeres Bindegewebe (Lamina propria mucosae) von einer Schicht aus glatten Muskelzellen (Lamina muscularis mucosae) getrennt ist. Die Schleimhaut liegt einer lockeren Bindegewebsschicht (Tunica submucosa, kurz Submukosa) auf. Diese führt die Blut- und Lymphgefäße für die Mukosa und beinhaltet ein Nervengeflecht, den Plexus submucosus. Sie dient zudem als Verschiebeschicht zur dritten Wandschicht, der Tunica muscularis, die dem Organ mit einer inneren Ringmuskelschicht (Stratum circulare) und einer äußeren Längsmuskelschicht (Stratum longitudinale) peristaltische Bewegungen ermöglicht. Zwischen den Muskelschichten liegt ein weiteres Nervengeflecht, der Plexus myentericus, der ebenso wie der Plexus submucosus zum enterischen Nervensystem gehört. Die vierte Schicht ist je nach Abschnitt des Dickdarms entweder lockeres Bindegewebe (Adventitia) oder das Bauchfell.
Ein wichtiger feinbaulicher Unterschied zum Dünndarm besteht in dem Fehlen von Darmzotten, die Dickdarmschleimhaut hat nur tiefe Krypten, die von zylinderförmigen Zellen (hochprismatisches Epithel) ausgekleidet sind. Viele dieser Zellen produzieren Gleitschleim, andere nehmen Wasser auf und dicken so den Stuhl ein. Auch die Dickdarmwand ist wie die Wand des Dünndarms in Falten geworfen. Diese entstehen aber durch örtliche Einziehungen der inneren Ringmuskelschicht, die im Querschnitt halbmondförmig erscheinen (daher der lateinische Name Plicae semilunares). Zwischen den Einziehungen bildet die Darmwand Aussackungen, die als Haustren (deutsch: Poschen) bezeichnet werden. Bei einigen Säugetieren, auch beim Menschen, ist die äußere Längsmuskelschicht zu drei kräftigen Strängen (Tänien) verdickt. An diesen Tänien hängen außen Ansammlungen von Fettgewebe (Appendices epiploicae). Von diesem Muster weicht die Appendix vermiformis ab. Sie hat keine Tänien, sondern wie die anderen Abschnitte des Verdauungstraktes eine durchgehende Längsmuskelschicht. In der Lamina propria der Schleimhaut sind große Lymphfollikel zu finden. Das Rektum hat statt der Tänien eine durchgehende Längsmuskelschicht, keine Haustren und keine Fettanhängsel. Am Analkanal geht das Epithel des Rektums in mehrschichtig unverhorntes Plattenepithel über.

## Entwicklung und Fehlbildungen
Aus dem Entoderm, dem inneren Keimblatt des Embryos, bildet sich zunächst das primitive Darmrohr aus, an dem Vorder-, Mittel- und Hinterdarm zu unterscheiden sind. Aus der weiteren Entwicklung des Mitteldarms geht der größte Teil des Dünndarms und der Dickdarm einschließlich der ersten zwei Drittel des Quercolons hervor. Der Rest des Dickdarms bildet sich aus dem Hinterdarm, während das letzte Stück des Analkanals durch die Einstülpung von Ektoderm entsteht. Die Entwicklung des Darmes erklärt auch die Innervation und die Blutversorgung: die Mitteldarmarterie wird zur Arteria mesenterica superior, die Enddarmarterie zur Arteria mesenterica inferior.
Im Laufe der Entwicklung verwachsen Colon ascendens und Colon descendens mit der rückwärtigen Rumpfwand. Beim Colon ascendens kann diese Verwachsung unvollständig sein und im Extremfall gar nicht stattfinden, sodass es wie das Quercolon über ein eigenes Mesenterium verfügt. Das Colon ascendens ist dann abnorm beweglich, es kann zum Volvulus kommen oder zur Einklemmung von Dünndarmschlingen. Während der Embryonalentwicklung dreht sich der Darm und „verpackt“ sich in der Bauchhöhle. Auch bei diesem Prozess können Fehler auftreten, die dazu führen, dass sich etwa der gesamte Dickdarm auf der linken Seite befindet oder das Quercolon hinter dem Zwölffingerdarm zu liegen kommt. Als Atresie bezeichnet man den Verschluss von Hohlorganen: Am Dickdarm sind am häufigsten Rektum und Analkanal betroffen, bei der Rektoanalatresie fehlt die Verbindung zwischen den beiden Abschnitten und der Dickdarm endet blind. Häufig ist der Mastdarm dann durch Fisteln mit angrenzenden Organen verbunden. Bei Jungen ist das häufig die Harnröhre, bei Mädchen die Vagina. Beim angeborenen Megacolon (Morbus Hirschsprung) fehlen meistens im Endabschnitt des Dickdarms Nervenzellen, wodurch sich die Muskulatur im betroffenen Bereich zusammenzieht und den Darm verschließt. Der Darminhalt staut sich an der Engstelle und dehnt den Dickdarm auf („Megacolon“).

## Funktion
Der Dickdarm nimmt den Speisebrei aus dem Dünndarm auf, transportiert ihn weiter, speichert ihn im Mastdarm und scheidet ihn letztlich aus. Dabei entzieht er ihm weiteres Wasser, indem er Natrium-Ionen resorbiert. Daneben ist er auch an der Regulation des Chlorid- und Kalium-Ionen-Haushaltes beteiligt, wobei er im Gegensatz zum Dünndarm auch zur aktiven Sekretion von Kalium-Ionen in der Lage ist. Abgesehen von kurzkettigen Fettsäuren werden im Dickdarm keine Nährstoffe aufgenommen. Eine bedeutende Rolle bei der Bildung dieser Fettsäuren spielen die Bakterien des Dickdarms, die Darmflora.

### Stuhltransport
Die Ileozäkalklappe trennt den letzten Abschnitt des Dünndarms, das Ileum, vom Blinddarm. In Ruhe ist diese Klappe teilweise geschlossen, sodass ein langsamer Durchtritt des Speisebreis möglich ist. Der Übertritt des Speisebreis vom Ileum in den Blinddarm findet bei Nahrungsaufnahme verstärkt statt: Die Magendehnung führt über einen Reflex zu verstärkter Peristaltik des Ileums und über die Ausschüttung des Hormons Gastrin zur Entspannung des zur Klappe gehörenden Schließmuskels. Der Transport des Speisebreis findet im Dünndarm mit einer recht konstanten Geschwindigkeit statt. So staut sich Speisebrei vor der Ileozäkalklappe und dehnt das Ileum. Ohne die entspannende Wirkung des Gastrins bewirkt die Dehnung des Ileums eine Kontraktion des Schließmuskels, ohne Nahrungsaufnahme wird also der Übertritt des Speisebreis blockiert.
Nach der Passage des Ileozäkalsphinkters sammelt sich der Speisebrei im Blinddarm und im aufsteigenden Colon. Typisch für alle Abschnitte des Dickdarms ist die Haustralbewegung. Dabei füllt sich eine Haustre bis zu einem bestimmten Grad und zieht sich dann zusammen, wobei sie ihren Inhalt in die benachbarte Haustre drückt. Daneben ist eine sehr langsame propulsive Peristaltik zu beobachten, bei der sich die Einschnürungen zwischen den Haustren sozusagen Richtung Anus bewegen. Im aufsteigenden Colon und im Quercolon sind Segmentationsbewegungen zu beobachten, die den Stuhl durchmischen. Im Quercolon tritt gelegentlich eine Antiperistaltik auf, die den Stuhl zurück in den Blinddarm treibt. In Verbindung mit der Nahrungsaufnahme tritt eine sogenannte Massenperistaltik auf: Ausgelöst durch die Dehnung des Magens entsteht im mittleren Quercolon eine peristaltische Welle, die den Stuhl in kurzer Zeit über das absteigende Colon und das Colon sigmoideum in den Mastdarm befördert (Gastrocolischer Reflex).
Die Darmentleerung ist ein Reflex, der durch die Dehnung der Rektumwand ausgelöst wird. Dabei kontrahieren sich die Längsmuskeln des Mastdarms, verkürzen ihn und erhöhen so den Druck. Der innere Schließmuskel des Anus wird unwillkürlich entspannt. Durch die willentliche Entspannung des äußeren Schließmuskels kann sich der Mastdarm entleeren.
Die gesamte Passagezeit des Dickdarms ist individuell sehr verschieden und reicht von 12 bis 48 Stunden.

### Wasser, Elektrolyte und Nährstoffaufnahme
Der Dickdarm nimmt mit unter 2 Litern am Tag weniger Wasser auf als der Dünndarm, kann die Resorption jedoch auf 4 bis 5 Liter steigern. Der Wassertransport erfolgt grundsätzlich über die Resorption von Natrium-Ionen: Diese werden aktiv aufgenommen, das Wasser folgt passiv nach (Osmose). Die Zellen des Dickdarms sind wie die Zellen des Dünndarms in der Lage, Natrium-, Kalium- und Chlorid-Ionen aufzunehmen und im Fall von Chlorid auch auszuscheiden, wenn auch die zellulären Mechanismen dahinter unterschiedlich sind. Zwei wesentliche Unterschiede liegen darin, dass die Dickdarmzellen Natrium-Ionen auch gegen einen Konzentrationsgradienten aufnehmen und Kalium-Ionen nicht nur aufnehmen, sondern auch ausscheiden. Damit spielt der Dickdarm eine wichtige Rolle in der Feinregulation des Kalium-Haushaltes. Kohlenhydrate und Proteine, die in den Dickdarm gelangen, werden dort von Bakterien abgebaut. Der Dickdarm kann nur die dabei entstehenden kurzkettigen Fettsäuren resorbieren.

## Bakterielle Besiedlung
Bei allen Tieren ist der Darm von Bakterien besiedelt, die in ihrer Gesamtheit die Darmflora bilden. Die Zusammensetzung der Darmflora und die Verteilung der Bakterien unterscheiden sich zwischen Pflanzen-, Fleisch- und Allesfressern. Die Bakterien leben dabei in Symbiose mit ihrem Wirt, indem sie ihm nicht verdaubare Nahrungsbestandteile verdauen und zugänglich machen. Da die Bakterien unter Ausschluss von Sauerstoff, also anaerob arbeiten müssen, handelt es sich um Vergärungsprozesse.
Bei Fleischfressern und beim Menschen ist ein Großteil der Darmflora im Dickdarm beheimatet. Hier produzieren sie bei der Vergärung des Speisebreis in erster Linie kurze Fettsäuren, die vom Dickdarm aufgenommen werden. Hinzu kommt Vitamin K, das ebenfalls resorbiert wird.
Während Wiederkäuer die unverdaulichen Bestandteile der pflanzlichen Nahrung, nämlich Cellulose, Xylan, Pectin und andere Polysaccharide, in ihrem Pansen vergären lassen, finden diese Prozesse bei Pferden, Eseln, den meisten anderen Unpaarhufern und Kaninchen im Blinddarm und Colon statt.
Die Art und Menge, sozusagen das Ökosystem der verschiedenen Bakterien im Dickdarm ist Gegenstand aktueller Forschung. Ernährung, aber auch Übertragung von Mensch zu Mensch spielen hier eine Rolle. Das Immunsystem und Erkrankungen werden davon beeinflusst, eine Interventionsmöglichkeit stellt die Stuhltransplantation dar.

## Erkrankungen des Dickdarms

### Entzündungen
Eine Entzündung des Dickdarms wird allgemein Kolitis genannt. Die Entzündung des Wurmfortsatzes (Appendizitis) ist die häufigste Entzündung im Bauchraum. Ursachen für Dickdarmentzündungen sind Infektionen mit Krankheitserregern, Allergien, bestimmte Medikamente, Strahlung, Minderdurchblutung oder unbekannte Faktoren, die zum Beispiel bei der Entstehung der chronisch-entzündlichen Darmerkrankungen eine Rolle spielen.

#### Infektiöse Kolitis
Bei einer Gastroenteritis, also der Magen-Darm-Entzündung, ist der Dickdarm in der Regel mitbetroffen. Eine solche Entzündung entsteht durch die Infektion mit Bakterien, Viren und seltener Parasiten. Häufige bakterielle Erreger sind besondere Typen von Escherichia coli (EHEC, ETEC, EIEC und EPEC), einige Yersinien- und Campylobacter-Spezies, des Weiteren enteritische Salmonellen und Cholera-Erreger. In manchen Fällen manifestiert sich auch eine Tuberkulose im Dickdarm. Kleinräumige Ausbrüche einer infektiösen Gastroenteritis werden häufig durch Viren hervorgerufen, überwiegend Noroviren, bei Kleinkindern häufiger Rotaviren. Seltenere virale Erreger sind Astroviren, Sapoviren und das Humane Adenovirus F. In Sommermonaten überwiegen in Mitteleuropa die bakteriellen Gastroenteritiden, im Herbst und Winter hingegen virale.
Eine Erkrankung, die nur den Dickdarm betrifft, ist die Dysenterie (Ruhr). Sie wird in Mitteleuropa vor allem durch Shigellen (Bakterienruhr) verursacht. In tropischen und subtropischen Regionen ist die Amöbenruhr weiter verbreitet, deren Erreger Entamoeba histolytica sich vor allem in Colon und Leber festsetzt. Bei schlechter Abwehrlage, etwa bei AIDS-Erkrankten, können weitere Erreger krankheitsauslösend sein, darunter einige atypische Mykobakterien (MOTT), Kryptosporidien und Candida-Pilze. Selten kommt es bei Immundefizienten zu einer Kolitis aufgrund einer Reaktivierung des Cytomegalievirus. In tropischen Regionen spielt auch die Infektion mit Schistosomen eine Rolle. Die durch diese Würmer ausgelöste Erkrankung wird Bilharziose genannt.

#### Chronisch-entzündliche Darmerkrankungen

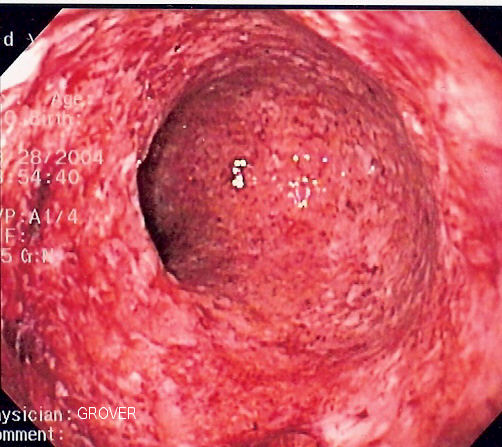
Endoskopisches Bild eines Morbus Crohn

Zu den chronisch-entzündlichen Darmerkrankungen werden üblicherweise Morbus Crohn und Colitis ulcerosa gezählt, die in Deutschland mit jeweils 5–6 Neuerkrankungen pro 100.000 Einwohner pro Jahr etwa gleich häufig auftreten. Kennzeichnend ist eine dauerhafte (chronische) Immunreaktion in der Darmwand, die in Schüben auftritt. Bei beiden Erkrankungen sind die Auslöser und Mechanismen der Krankheitsentstehung noch unklar. Franz Alexander zählte sie 1950 zu den sieben psychosomatischen Krankheiten, den „Holy Seven“, diese These gilt inzwischen als überholt. Mittlerweile wurden  auch genetische Faktoren identifiziert, die bei der Entstehung der Krankheiten eine Rolle spielen könnten. Morbus Crohn und Colitis ulcerosa unterscheiden sich hinsichtlich des Krankheitsverlaufs und ihres Erscheinungsbildes (Morphologie).
Der Morbus Crohn ist die Entzündung der ganzen Darmwand mit allen Schichten, weshalb es häufig zu Fisteln (beispielsweise Analfisteln) kommt. Grundsätzlich kann der gesamte Verdauungstrakt befallen sein, typischerweise betrifft die Entzündung aber den Endabschnitt des Dünndarms (Ileum) und den Dickdarm. Die Entzündung breitet sich nicht kontinuierlich vom Entstehungsort aus, sondern „springt“ von Abschnitt zu Abschnitt. Der Morbus Crohn heilt häufig nur unvollständig ab und ist durch eine hohe Rezidiv-Rate, also wiederkehrende Entzündungen, gekennzeichnet.
Bei der Colitis ulcerosa beschränkt sich die Entzündung dagegen auf die Schleimhaut. In der Regel beginnt die Entzündung akut im Rektum und breitet sich von dort kontinuierlich auf die restlichen Dickdarmabschnitte aus. Ist der ganze Dickdarm befallen, ist von einer Pancolitis die Rede. Bei etwa 10 bis 20 % der Pancolitiden kommt es zur sogenannten „Backwash-Ileitis“, bei der die Entzündung auf das Ileum des Dünndarms übergreift. Auch die Colitis ulcerosa verläuft rezidivierend, also mit wiederkehrenden Schüben. Zwischen den Schüben heilt der Darm in der Regel aber vollständig ab. Beim akut fulminanten Verlauf ist das toxische Megacolon eine seltene, aber lebensbedrohliche Komplikation mit der Gefahr einer eitrigen Bauchfellentzündung. Colitis ulcerosa erhöht das Risiko, an Darmkrebs zu erkranken. Durch eine Kolektomie, Entfernung des Dickdarms, ist Colitis Ulcerosa theoretisch heilbar, es wird dann hierfür ein Stoma bzw. ein Pouch erstellt.
Eine weitere, schlecht erforschte Erkrankung ist die mikroskopische Colitis, die ebenfalls zu den chronisch entzündlichen Darmerkrankungen gezählt werden kann. Sie verursacht wässrige Durchfälle, aber keine mit dem bloßen Auge oder dem Endoskop sichtbaren Schleimhautveränderungen. Die Diagnose kann nur durch die mikroskopische Untersuchung der Schleimhaut nach der Biopsie gestellt werden. Unterschieden werden zwei Formen: die Lymphozytäre Colitis ist durch eine Vermehrung von bestimmten Immunzellen, den Lymphozyten, im Epithel charakterisiert. Die Kollagene Colitis entspricht der Lymphozytären Colitis, zusätzlich hat sich unter der Basalmembran des Schleimhautepithels eine Schicht aus Kollagenfasern gebildet.

#### Ischämische Kolitis
Eine ischämische Kolitis entsteht, wenn die Dickdarmschleimhaut aufgrund von Gefäßverengungen oder Verschlüssen (häufig durch Arteriosklerose) überhaupt nicht mehr oder nicht mehr ausreichend durchblutet und dadurch geschädigt wird (Mesenteriale Ischämie). Die Reaktion auf den Gewebeschaden ist die Entzündung im betroffenen Gebiet. Beim Dickdarm ist die Durchblutungsstörung häufig auf kleinere Areale begrenzt und tritt etwas häufiger im Bereich der linken Colonflexur auf, da dieses Gebiet an der Grenze der Versorgungsgebiete von Arteria mesenterica superior und Arteria mesenterica inferior liegt und die Anastomosen zwischen den Versorgungsgebieten aufgrund von Arteriosklerose nicht mehr in der Lage sind, Durchblutungsstörungen auszugleichen. Das Rektum ist in der Regel nicht betroffen, da es aus den Beckenarterien ausreichend versorgt ist.

#### Medikamentenassoziierte Kolitis
Auch die Wirkung vieler Medikamente kann Dünn- und Dickdarm schädigen und eine Entzündung (Enterocolitis) verursachen, etwa nichtsteroidale Antirheumatika (NSAR) wie Acetylsalicylsäure oder Ibuprofen, Antibiotika, Zytostatika und blutdrucksenkende Mittel wie Diuretika. Schätzungsweise ist jede zehnte Entzündung des (Dick-)Darms auf den Gebrauch von NSAR zurückzuführen. Die Entzündung heilt ab, wenn das Medikament abgesetzt wird. Antibiotika hemmen die Darmflora und begünstigen dadurch die Vermehrung krankheitserregender Bakterien, vor allem Clostridium difficile, dessen Enterotoxine die Dickdarmschleimhaut angreifen und zur Entzündung führen. Wegen typischer Schleimhautveränderungen werden diese Entzündungen als pseudomembranöse Kolitiden bezeichnet. Bei einer starken Verminderung der Anzahl der neutrophilen Granulozyten im Blut (Neutropenie), häufig als Nebenwirkung einer Chemotherapie mit Zytostatika, kann es zu einer schweren, nekrotisierenden Entzündung des Blinddarms und des aufsteigenden Colons kommen, der sogenannten neutropenischen Colitis (Typhlitis).

### Reizdarmsyndrom
Das Reizdarmsyndrom ist ein Komplex mehrerer gastrointestinaler Symptome, das mit psychischen Belastungsfaktoren in Verbindung gebracht wird und auch nach einer Darminfektion auftreten kann. Das Reizdarmsyndrom ist eine Ausschlussdiagnose, die gestellt wird, wenn die lang anhaltenden Beschwerden wie Bauchschmerzen, Blähungen und Stuhlveränderungen mit keiner anderen Diagnose in Einklang gebracht werden können. Rund die Hälfte der Patienten mit gastrointestinalen Beschwerden soll an einem Reizdarmsyndrom leiden.

### Divertikel
Divertikel sind allgemein Ausstülpungen der Wand eines Hohlorgans, die am Dickdarm am häufigsten auftreten. Unterschieden werden echte Divertikel und unechte Divertikel (Pseudodivertikel). Bei Ersteren sind alle Wandschichten an der Bildung des Divertikels beteiligt, bei den Pseudodivertikeln wird in der Regel nur die Schleimhaut durch die Muskelschichten gedrückt. Pseudodivertikel können entweder noch in der Darmwand (intramural) liegen oder sich komplett daraus herausstülpen (extramurale Divertikel). Etwa zwei Drittel der Dickdarmdivertikel treten am Colon sigmoideum auf und sind typischerweise Pseudodivertikel. Das gehäufte, keine Beschwerden verursachende Auftreten von Divertikeln wird als Divertikulose bezeichnet, die in eine Divertikulitis, also eine eitrige Entzündung der Divertikel, übergehen kann und therapiert werden muss. Im schlimmsten Fall können entzündete Divertikel aufbrechen (perforieren), was zu Abszessen in der Bauchhöhle und Entzündungen des Bauchfells führen kann.

### Tumoren

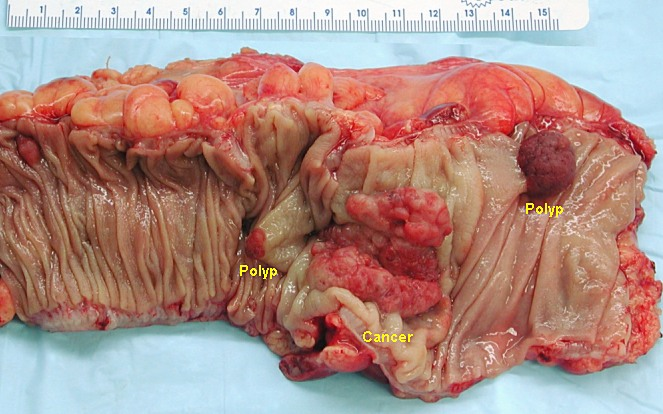
Tumoröse Schleimhautveränderungen an einem längs aufgeschnittenen Teil des Dickdarms. In der linken Hälfte ist die Schleimhaut unverändert, rechts sind zwei Polypen und ein Karzinom (mit „Cancer“ beschriftet) zu sehen.

Der Dickdarm ist mit über 60000 jährlichen Neuerkrankungen in Deutschland nach der Prostata und der Brustdrüse der dritthäufigste Entstehungsort von Krebs, dem kolorektalen Karzinom. Die Ursachen sind nicht genau bekannt, als Risikofaktoren gelten Rauchen, Bewegungsmangel, Übergewicht, Alkohol und rotes Fleisch. Darüber hinaus gibt es seltene erbliche Formen wie die familiäre adenomatöse Polyposis oder das hereditäre nicht-polypöse kolorektale Krebssyndrom. Das gängige Modell der Entstehung von Dickdarmkrebs geht von einer Adenom-Karzinom-Sequenz aus. Das bedeutet, dass in einem mehrstufigen Prozess durch genetische Veränderungen das Drüsenepithel des Dickdarms entartet: Dafür reicht eine Zelle, die sich wegen dieser genetischen Veränderungen unkontrolliert teilt. Zunächst entsteht so ein gutartiger Tumor, ein Adenom, der bei der Koloskopie als Dickdarmpolyp auffällt. Die Zellen des Adenoms sind aber anfällig für weitere Genmutationen, sodass irgendwann Krebszellen entstehen, die bösartig in das umliegende Gewebe einwachsen und sich schnell teilen. Über 90 % der kolorektalen Karzinome gehen aus Adenomen hervor, weswegen die Entfernung eines Adenoms immer angezeigt ist.
Tumoren des Bindegewebes sind selten, gerade im Vergleich zu den oben beschriebenen epithelialen Tumoren. Die häufigsten Bindegewebstumoren sind Tumoren des Fettgewebes, der glatten Muskelzellen, der Lymphgefäße und Gastrointestinale Stromatumoren. Maligne Lymphome, insbesondere das Mantelzelllymphom, können sich als lymphomatöse Polypose manifestieren, wobei sich zahlreiche Polypen im Colon finden.
Neuroendokrine Tumoren gehen im Magen-Darm-Trakt von den Zellen des Diffusen neuroendokrinen Systems aus. Sie sind am Colon sehr selten, am Rektum finden sich dagegen 13 % aller gastrointestinalen Neuroendokrinen Tumoren, während am Wurmfortsatz fast jeder fünfte dieser Tumoren lokalisiert ist.

## Untersuchungsmöglichkeiten

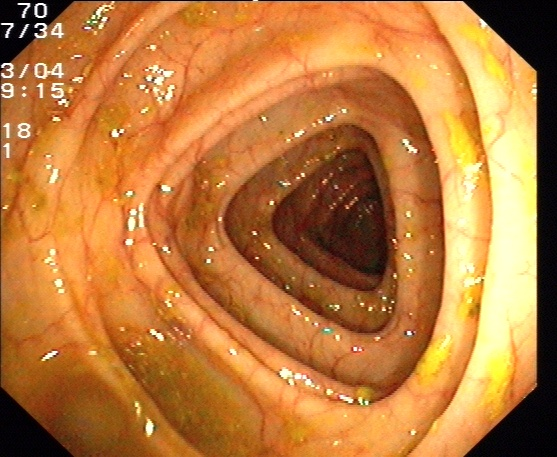
Endoskopische Untersuchung des Colon transversum (Normalbefund).

Der Dickdarm kann mit den Händen und Fingern, endoskopischen und anderen bildgebenden Verfahren untersucht werden.
Beim Abtasten des Bauches im Rahmen der körperlichen Untersuchung können Tumoren des Dickdarms festgestellt werden. Eine häufige Untersuchung ist die digitale Palpation, das Abtasten mit den Fingern (von lat. digitus, Finger). Dabei führt der Untersuchende einen (in der Regel behandschuhten) Finger in den Anus ein, tastet den Analkanal ab, prüft den Ruhetonus und den Druck des Analsphinkters bei der aktiven Anspannung, schiebt den Finger bis in die Rektumampulle vor und tastet auch diese aus. Bei Männern kann auf diesem Wege auch die Prostata beurteilt werden. Auf diese Art können Tumoren oder schmerzhafte Stellen ausgemacht werden. Nicht zuletzt können Stuhl, Blut oder Eiter am Finger Hinweise auf Erkrankungen geben.
Zur endoskopischen Untersuchung stehen verschiedene Verfahren zur Verfügung. Das Rektoskop ist ein starres Endoskop, das nur zur Beurteilung von Analkanal und Rektum geeignet ist. Eine Sigmoidoskopie zur Beurteilung des Darms bis zum Colon sigmoideum kann mit einem bis zu 60 cm langen, flexiblen Endoskop erfolgen. Die Koloskopie (Darmspiegelung) ist die endoskopische Untersuchung des gesamten Dickdarms mit einem langen Endoskop. Sie gilt als Goldstandard für die Beurteilung der Schleimhaut. Mit diesem Verfahren können nicht nur sichtbare Veränderungen beschrieben, sondern auch Proben entnommen (biopsiert) und kleine therapeutische Eingriffe durchgeführt werden (beispielsweise die Entfernung eines Polypen).
Die klassische Ultraschalluntersuchung des Bauches spielt für die Beurteilung des Dickdarms eine untergeordnete Rolle. Nützlich ist sie zur Diagnostik der akuten Appendizitis und der Divertikulitis. Die Endosonografie ist ein kombiniertes Verfahren, bei dem ein rotierender Schallkopf an einem flexiblen Endoskop in den Darm eingeführt wird. Dabei entsteht ein Querschnittsbild des Darms, mit dem alle Wandschichten beurteilt werden können.

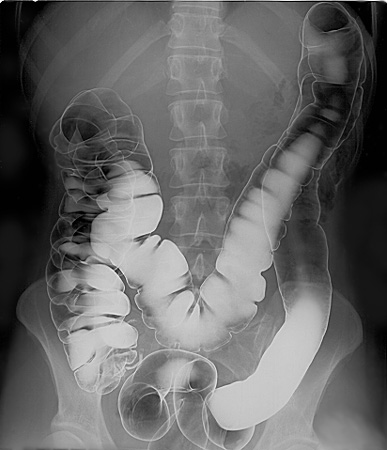
Kontrastmitteluntersuchung des Dickdarms

Das konventionelle Röntgen des Bauches bietet eine schnelle Diagnostik. Es eignet sich zur Identifizierung freier Luft im Bauchraum, die einen Hinweis auf die Perforation eines Hohlorgans gibt, zur Diagnostik eines Darmverschlusses (Ileus) durch den Nachweis von Luft-Flüssigkeits-Spiegeln in den Darmschlingen oder dem Nachweis von Fremdkörpern oder eingebrachten Materialien. Die Computertomographie erlaubt die Beurteilung der Wandschichten des Dickdarms sowie anderer Organe und Lymphknoten, weshalb dieses Verfahren für die Stadienbestimmung von Tumoren (Staging) verwendet wird. Bei jungen Patienten mit chronisch-entzündlichen Darmerkrankungen kommt wegen der fehlenden Strahlenbelastung die Magnetresonanztomographie (MRT) zum Einsatz. Daneben spielt dieses Verfahren auch für das Staging von Rektumkarzinomen eine Rolle. Kontrastmitteluntersuchungen haben wegen der Verbreitung endoskopischer Verfahren an Bedeutung verloren. Sie kommen zum Einsatz, wenn eine endoskopische Untersuchung nicht möglich ist, etwa durch eine hochgradige Stenose des Darmlumens. Mit dieser Technik können beispielsweise Divertikel dargestellt werden.
Die funktionelle Untersuchung des Vorgangs der Stuhlausscheidung mit Kontrastmittel oder MRT wird Defäkographie genannt.
Auch der Stuhl selbst kann Gegenstand der Untersuchung sein. Insbesondere der Nachweis von sichtbarem (Hämatochezie) oder nicht sichtbarem (Guajak-Test) Blut im Stuhl kann Ausgangspunkt weiterführender Diagnostik sein.

## Chirurgische Eingriffe
Chirurgische Eingriffe können am Dickdarm von Mensch und Tier bei Erkrankungen und Verletzungen vorgenommen werden. Die Eröffnung des Dickdarms wird als Kolotomie und die Entfernung (von Teilen des Dickdarms) als Dickdarmresektion bezeichnet.
Beim Menschen werden diese Eingriffe relativ häufig durchgeführt. Die folgende Liste soll einen Überblick über die typischen Operationsverfahren der Dickdarmchirurgie beim Menschen geben. Grundsätzlich unterscheidet sich die Operationstechnik bei gutartigen Erkrankungen (wie Entzündungen) und bösartigen Erkrankungen. Bei bösartigen Erkrankungen, wie Tumoren, werden nach den Prinzipien der onkologischen Chirurgie größere Teile des Dickdarms mit umliegendem Gewebe entfernt, um mögliche Metastasen in den Lymphgefäßen und -knoten mit zu entfernen. Alle Verfahren können offen mit Laparotomie oder laparoskopisch durchgeführt werden. Bei der laparoskopisch assistierten Operation wird das Operationsgebiet laparoskopisch präpariert. Die Resektion selbst erfolgt dann offen chirurgisch. Welche Operationstechnik angewandt wird, hängt von der Art der Erkrankung ab: während bei gutartigen Erkrankungen die Laparoskopie einen hohen Stellenwert hat, war sie bei Darmkrebs-Operationen lange umstritten. Mittlerweile wurde aber nachgewiesen, dass die Langzeitergebnisse der Laparoskopie bei lokal begrenzten Tumoren den Langzeitergebnissen der offenen Chirurgie ähnlich sind, die Laparoskopie ist daher auch in diesen Fällen ein etabliertes Verfahren.
- Appendektomie: Die operative Entfernung des Wurmfortsatzes ist eine häufige Operation, die bei der akuten Entzündung des Wurmfortsatzes (Appendizitis) angezeigt ist. Sie kann offen und laparoskopisch mit vergleichbaren Ergebnissen durchgeführt werden.[66]
- Ileocoecalresektion: Die Entfernung (Resektion) des letzten Ileum-Abschnitts und des Blinddarms kann bei begrenzten, gutartigen Veränderungen angezeigt sein, zum Beispiel bei Morbus Crohn.
- Hemikolektomie rechts: Das Operationsverfahren der Wahl bei Karzinomen am Blinddarm und Colon ascendens, dabei werden auch Teile des Quercolon hinter der rechten Colonflexur entfernt. Bei hochsitzenden Karzinomen im Bereich der rechten Colonflexur wird die Resektion erweitert und auch das Quercolon bis über die linke Colonflexur hinaus entfernt („erweiterte Hemikolektomie rechts“).
- Hemikolektomie links: Analog zur Hemikolektomie rechts werden bei der linksseitigen Hemikolektomie Colon descendens und das Sigma entfernt, wenn Karzinome entsprechend lokalisiert sind. Auch diese Operation kann um das Quercolon bis zur rechten Colonflexur erweitert werden, wenn der Tumor im Bereich der linken Colonflexur sitzt.
- Colon-transversum-Resektion: Bei Karzinomen am Quercolon wird heute eher eine erweiterte Hemikolektomie oder die Subtotale Kolektomie durchgeführt; die Colon-transversum-Resektion ist daher selten geworden.
- Sigmaresektion: die laparoskopische Sigmaresektion ist das Standardverfahren bei Sigmadivertikulitis.[64]
- Subtotale Kolektomie: Entfernung des Dickdarms unter Erhalt des Rektums. Diese Operationen kann nötig werden, wenn zwei Karzinome an unterschiedlichen Stellen des Colons vorliegen.[67]
- Proktokolektomie: Die Entfernung des Dickdarms inklusive des Rektums unter Erhaltung des Analsphinkters kann bei Colitis ulcerosa und Polyposis coli angezeigt sein.
- Rektumresektion (Mastdarmresektion)
  - Anteriore Rektumresektion: Standardverfahren bei Karzinomen am Übergang von Sigma und Rektum, wobei das Sigma und das obere Rektum entfernt werden.[68] Die Rektumampulle bleibt dabei erhalten. Mögliche Komplikation kann das Tiefe vordere Resektionssyndrom (Low-Anterior-Resection-Syndrom (LARS)) sein. Sitzt ein Karzinom tiefer im mittleren Rektumdrittel, wird in der sogenannten tiefen anteriore Rektumresektion das Rektum unter Erhaltung des Sphinkterapparates[69] vollständig entfernt. Bei sehr tief sitzenden Karzinomen muss auch der Sphinkterapparat reseziert werden.[70] Bereits 1907 hatte Ernest Miles[71] die Levatoren und das ischiorektale Gewebe mitentfernt.[72][73]
  - Abdominoperineale Rektumamputation: Amputation des Rektums inklusive Entfernung des Sphinkterapparates. Diese bereits zu Beginn des 20. Jahrhunderts bekannte Operation[74] kann bei tiefliegenden Rektumkarzinomen nötig werden.[75][76]
- Hämorrhoidektomie: die operative Entfernung von ausgeprägten Hämorrhoiden, für die verschiedene Techniken zur Verfügung stehen.[77]

In der Tiermedizin werden chirurgische Eingriffe vor allem bei Pferden mit Koliken vorgenommen, die häufig vom Dickdarm ausgehen. Hier sind es vor allem Verdrehungen, Verstopfungen und Einstülpungen des Blinddarms und des „großen Colons“ (Colon ascendens), die meist nur chirurgisch zu beheben sind. Bei Hunden und Katzen werden chirurgische Eingriffe vor allem bei Mastdarmvorfällen, Tumoren oder einem Megacolon durchgeführt. Eine Verankerung des absteigenden Colons an der rückenseitigen Rumpfwand (Colopexie) kann sowohl bei Mastdarmvorfällen als auch bei Perinealhernien angezeigt sein.